# 波利亞尼夫卡 (梅利托波爾區)
46°44′38″N 35°4′56″E / 46.74389°N 35.08222°E
波利亞尼夫卡（烏克蘭語：Полянівка）是位於烏克蘭東南部的村莊，由扎波羅熱州梅利托波爾區的塞梅尼夫卡市鎮負責管轄。該村始建於1848年，面積1.23平方公里，海拔高度23米，2001年人口604，人口密度每平方公里493.1人。